# Callithrix aurita
El tití de orejas blancas (Callithrix aurita) es una especie de primate platirrino de la familia Callitrichidae endémico de Brasil.

## Distribución
Este animal es endémico de la Mata Atlántica de Brasil a altitudes de más de 500 metros en los estados de Minas Gerais, São Paulo y Río de Janeiro.

## Descripción

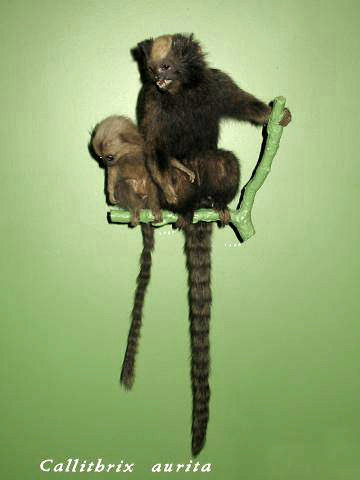
Un ejemplar de tití de orejas blancas disecado en un museo con su cachorro.

Mide unos 30 cm de los cuales la mitad les pertenece a la cola que pesa 300 gramos.
El cabello es negro, la cola tiene anillos grises y en ocasiones manchas blancas en la cara la definición de las características de las especies son dos mechones de pelo blanco en las orejas.

## Hábitos
Este animal es diurno, los grupos son formados por 2,8 individuos. Estos animales se alimentan exclusivamente de insectos por esta razón tienen menos impacto que otras especies del género Callithrix, donde la dieta incluye una buena porción de savia y gommoresina, se embaraza una vez al año. La gestación dura unos cinco meses tras la cual dan a luz 2 crías.Debido a la rareza de este animal sus costumbres son poco conocidas.